# Lispe glabra
Lispe glabra är en tvåvingeart som beskrevs av Christian Rudolph Wilhelm Wiedemann 1824. Lispe glabra ingår i släktet Lispe och familjen husflugor. Inga underarter finns listade i Catalogue of Life.